# Papaver arenarium
Papaver arenarium är en vallmoväxtart som beskrevs av Friedrich August Marschall von Bieberstein. Papaver arenarium ingår i släktet vallmor, och familjen vallmoväxter. Inga underarter finns listade i Catalogue of Life.